# Афонин, Григорий Иванович
Григорий Иванович Афонин (19 (31) января 1894, Москва — 14 апреля 1959, Москва) — советский артист эстрады, живописец и декоратор, театральный актёр, режиссёр, сатирик

, автор и исполнитель стихотворных и прозаических монологов (фельетонов). 

## Биография
Родился 19 (31) января 1894 года в семье портного. В 1913 году окончил МУЖВЗ. Выставлялся как живописец на выставках «Мира искусств». Как декоратор работал в Театре Народного дома на Пресне, где также принимал участие в спектаклях в массовых сценах и в эпизодических ролях. Увлёкшись театром, в 1917 году окончил драматическую студию при Театре Незлобина и некоторое время состоял в труппе театра. 
В 1918 году был мобилизован в армию и в качестве актёра и режиссёра театрального коллектива агитпоезда, обслуживающего части Красной Армии Юго-Западного фронта, участвовал в спектаклях и концертах, репертуар для которых писал сам — раёшники, сатирические частушки, скороговорки, боевые куплеты (широко известны были по всему фронту его злободневные куплеты на мотив «Яблочка»). 
С 1921 года, после демобилизации, работал в Театре миниатюр «Аре», где особенный успех имели исполняемые им стихотворные фельетоны-скороговорки: «От сотворения мира до наших дней» и др. Затем начал выступать на эстраде как исполнитель устных сатирических фельетонов. Природная музыкальность делала его речь интонационно многообразной. Для исполнительской манеры Афонина были характерны скороговорка и чёткие смысловые акценты; он не прибегал к средствам внешней характерности. Иногда он пользовался сменой ритмов внутри одного фельетона для передачи юмора, сарказма, пафоса, лирики (монтажный фельетон «Московское обозрение», 1926—1927 гг). Свою позицию общественного сатирика он изложил в программном фельетоне «Но» (начало 1920-х гг.): «Гражданином быть — это одно, а обывателем — это другое». За ним последовали фельетоны, разоблачавшие приспособленцев, бюрократов, мещанство: «Не болтайтесь под ногами», «Гражданин, вы лицо потеряли», «Даешь изящную жизнь», «Критика гражданина нытика» и др. Иногда он выступал от имени всем недовольного обывателя с убогой моралью, который в конечном счете оказывался в смешном и жалком положении («Механические граждане», 1922—1929 гг). В 1930-х годах Афонин перешёл на прозу, фельетоны стали обретать не свойственный им ранее назидательно-поучающий тон («Ни богу свечка, ни черту кочерга», «О дураках», 1937); появились лирико-романтические монологи («Колька»). В годы Великой Отечественной войны он читал фельетоны на фронте и в тылу («Не забудем, не простим!» и др.). После войны писал редко и выступал мало («Спасибо за помощь», 1946, «Вас не беспокоит», 1954). 
Всего им было написано и исполнено свыше ста фельетонов и монологов.
Умер 14 апреля 1959 года в Москве. Похоронен на Введенском кладбище (уч. 10).